# Mind Universe
『mind Universe』（マインド・ユニヴァース）は、工藤静香の6枚目のスタジオ・アルバム。1991年3月6日にポニーキャニオンから発売された。

## 概要
本作は1991年3月18日付オリコンアルバムチャートで1位となり、工藤のアルバムとしては4作目の1位獲得作品となった。2022年5月現在、工藤が最後に1位を獲得したアルバムである。
工藤は「今回は全体的に、たとえば "首すじにあるほくろがひどい不幸を呼ぶ（Superstition）" とか人物像にリアリティを持たせた詞になった。本当にある人は、嫌な気にさせちゃうかもしれないけど」と語った（情報誌『ザテレビジョン』インタビュー記事より）。また、前作『rosette』では音に凝りたいだけ凝ったのでこれ以上はもういいと思い、とにかくシンプルで生音を中心とした演奏にしたいという気持ちが強くなったと言う。その結果、詞、メロディー、アレンジ、音のほか、声や歌い方に至るまですべてがシンプルでどこを取っても無理や無駄が無く、すんなりと耳に入ってくる作品に仕上がったと思うと話している。
シングル「ぼやぼやできない」を収録。M-7「つぎはぎのポートレート」、M-8「Embrace」は中島みゆきが作詞を担当した。M-9「愁・」は工藤自身が ″愛絵理″ のペンネームで作詞を手掛けている。

## 収録曲
| 全作曲・編曲: 後藤次利。 |                            |            |            |      |
| #                        | タイトル                   | 作詞       | 作曲・編曲 | 時間 |
| 1.                       | 「腕の中のUniverse」       | 安藤芳彦   | 後藤次利   | 4:10 |
| 2.                       | 「橋」                     | 三浦徳子   | 後藤次利   | 3:39 |
| 3.                       | 「無名の休日」             | 森本抄夜子 | 後藤次利   | 5:07 |
| 4.                       | 「Superstition」           | 三浦徳子   | 後藤次利   | 5:04 |
| 5.                       | 「震える1秒」              | 三浦徳子   | 後藤次利   | 3:43 |
| 6.                       | 「ぼやぼやできない」       | 松井五郎   | 後藤次利   | 3:41 |
| 7.                       | 「つぎはぎのポートレイト」 | 中島みゆき | 後藤次利   | 4:37 |
| 8.                       | 「Embrace」                | 中島みゆき | 後藤次利   | 4:31 |
| 9.                       | 「「愁・」」               | 愛絵理     | 後藤次利   | 5:06 |
| 合計時間:                | 合計時間:                  | 合計時間:  | 39:38      |      |

## 関連作品
- 震える一秒
  - She Best of Best
- ぼやぼやできない
  - intimate
  - Super Best
  - ミレニアム・ベスト
  - MYこれ!クション 工藤静香BEST
  - Shizuka Kudo 20th Anniversary the Best